# Крузкопс, Янис
Я́нис Карлович Кру́зкопс (латыш. Jānis Krūzkops; 8 марта 1912, Буртниеки — 10 февраля 1960, Рига) — латышский и советский шахматный педагог, первый тренер 8-го чемпиона мира по шахматам (1960—1961) Михаила Таля.

## Карьера шахматиста
Янис Крузкопс начал играть в шахматы в 16 лет, и с тех пор принимал участие во многих местных соревнованиях. В 1937 году он попал в финал чемпионата Латвии по шахматам, но сыграл там без особого успеха. Во время Второй мировой войны он принял участие в первенстве Латвии 1943 года, а также в турнире шахматистов Латвии и Эстонии в Риге. После окончания войны Крузкопс активно участвовал в восстановлении шахматной жизни Латвии. Он принимал участие в послевоенных чемпионатах Латвии в 1945, 1947, 1948 и 1949 годах. Самый большой успех им был достигнут в 1945 году, когда после игравшего вне конкурса Владимира Алаторцева и победителя чемпионата Александра Кобленца он занял второе место в чемпионате Латвии.

## Карьера тренера
По основной специальности Янис Крузкопс был учителем английского языка. Тем не менее, почти 15 лет, начиная с 1946 года и до конца своей жизни он был тренером в шахматном кружке рижского Дворца пионеров. В послевоенной Риге Крузкопс стал главным воспитателем юного поколения латвийских шахматистов. Его вклад в развитие латвийских шахмат огромен. Крузкопс стал не только первым шахматным тренером будущего чемпиона мира Михаила Таля, но и открыл талант таких известных гроссмейстеров как Айвар Гипслис, Янис Клованс. Среди других его учеников можно также назвать мастеров Яниса Клявиньша, Валентина Кириллова и Марка Пасмана, шахматного деятеля Александра Баха. Стиль молодого Таля во многом формировался под влиянием его первого тренера, так как Крузкопс учил своих воспитанников не бояться активной, комбинационной игры, действовать на грани риска.